# Actes de capitulation du Japon

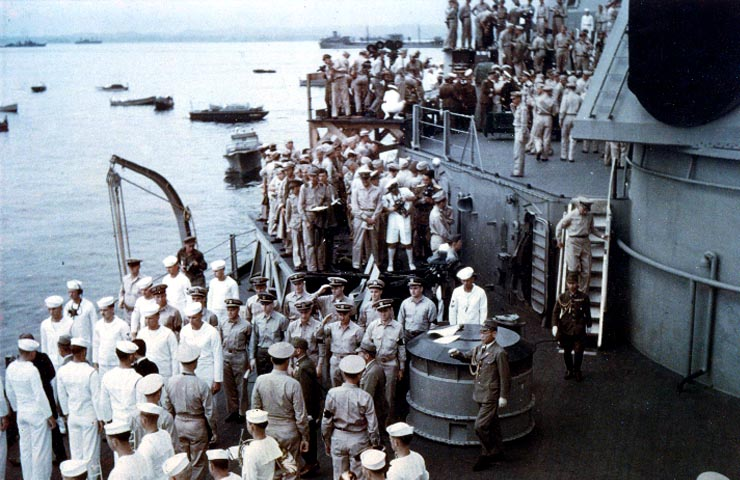
Les représentants de la délégation japonaise quittent le pont de l' après la signature des actes de capitulation du Japon.

Les actes de capitulation du Japon ont concrétisé la fin de la Seconde Guerre mondiale. Ils furent signés par des représentants de l'empire du Japon, des États-Unis, de la république de Chine, du Royaume-Uni, de l'Union des républiques socialistes soviétiques, de l'Australie, du Canada, du gouvernement provisoire de la République française, du royaume des Pays-Bas, et de la Nouvelle-Zélande sur le pont de l'USS Missouri dans la baie de Tokyo le 2 septembre 1945 et qui de ce fait mit fin à une guerre contre la Chine menée depuis 1931 en Chine du Nord et depuis 1937 dans le reste de la Chine, comme à la guerre du Pacifique liée à la Seconde Guerre mondiale. Ce jour est connu comme étant celui de la victoire sur l'empire du Japon, même si ce terme est surtout associé à la date où l'empereur Hirohito annonça l'acceptation, le 15 août précédent, des termes de la conférence de Potsdam, lors d'une allocution radiodiffusée (connue sous le nom de Gyokuon-hōsō).

## Rappel des événements amenant à la reddition
Pour un article plus général, voir Capitulation du Japon.

## La cérémonie officielle

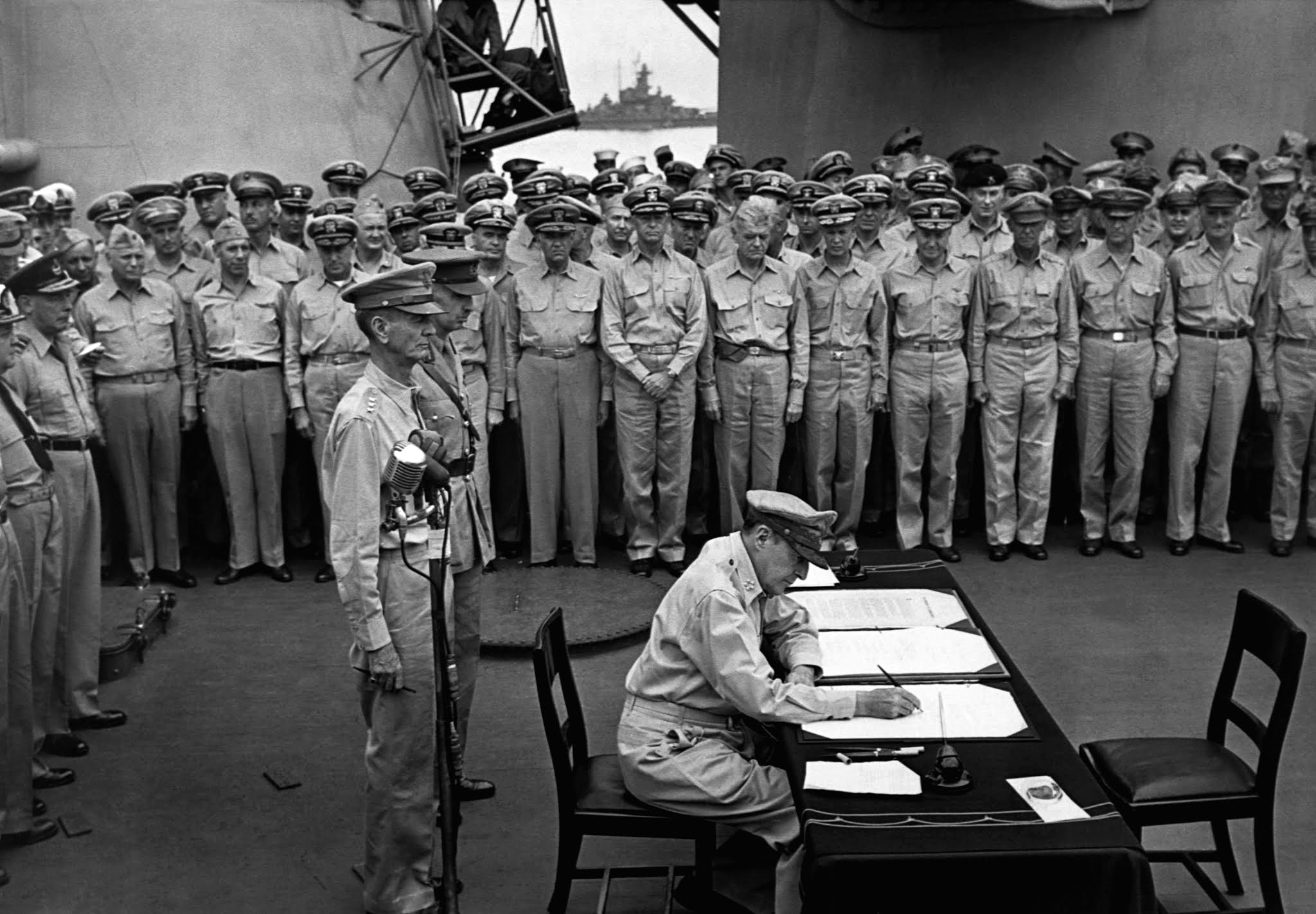
Le général Douglas MacArthur signe les actes de capitulation au nom des Puissances Alliées.

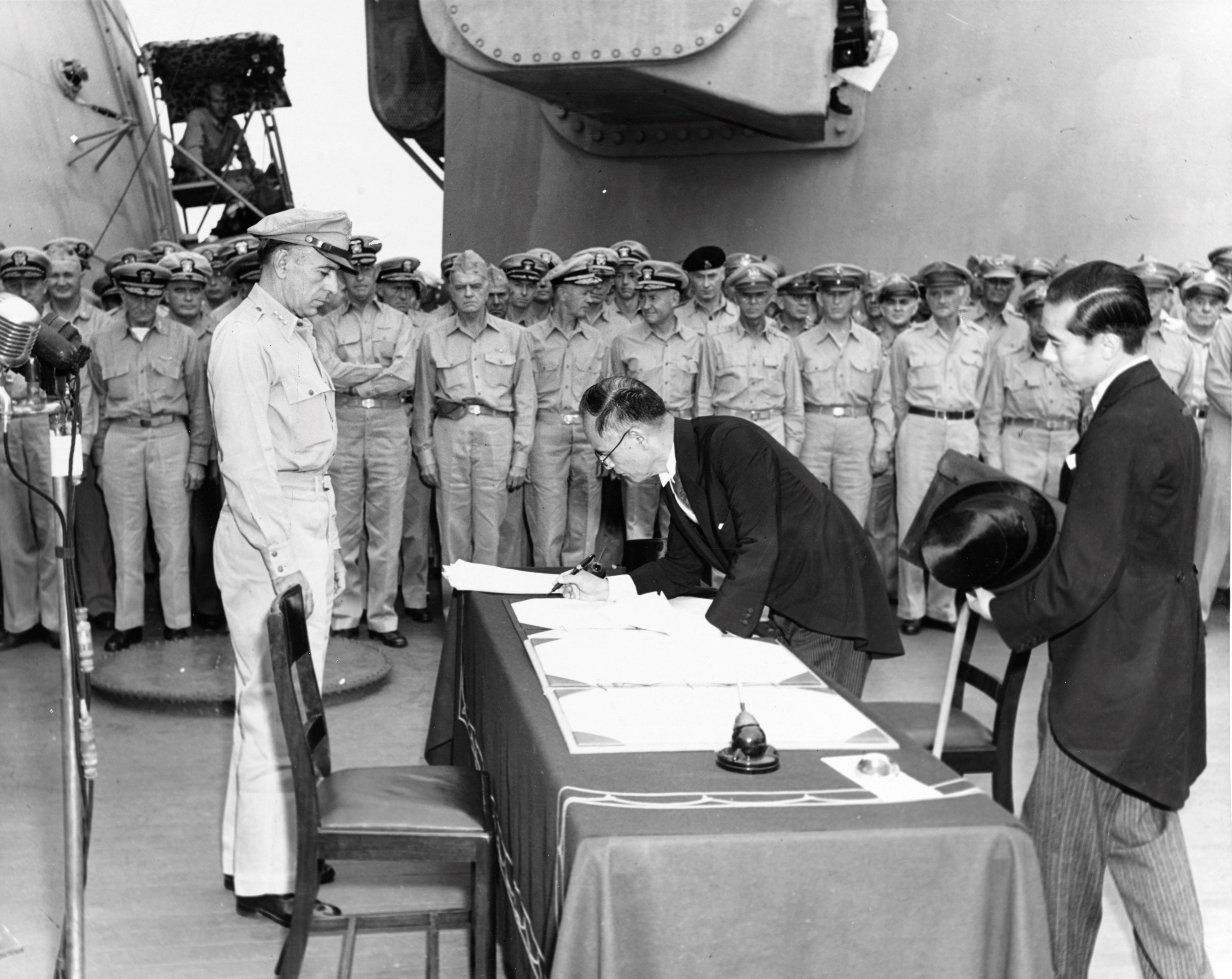
Le ministre japonais des affaires étrangères Mamoru Shigemitsu signe les actes de capitulation au nom du gouvernement japonais.

Le 15 août 1945, le Japon capitule. Le 2 septembre à bord du Missouri dans la baie de Tokyo, le général Yoshijirō Umezu signe la capitulation face au général Douglas MacArthur.

La signature des accords dura 23 minutes et fut diffusée à travers le monde. Le premier signataire, Mamoru Shigemitsu, ministre japonais des Affaires étrangères, ratifia le traité sur l'ordre et au nom de l'Empereur du Japon et du gouvernement japonais. Puis Yoshijirō Umezu, chef d'état major de l'armée impériale japonaise, sur l'ordre et au nom du Quartier général impérial. Ensuite, le général américain Douglas MacArthur, commandant du Sud-Ouest Pacifique et commandant suprême des forces alliées, signa également. 
En tant que témoins, le lieutenant-général américain Jonathan Mayhew Wainwright IV, qui avait capitulé aux Philippines, et le lieutenant-général britannique Arthur Percival, qui avait capitulé à Singapour, reçurent deux des six stylos utilisés lors de la cérémonie. Un autre stylo alla à l'Académie militaire de West Point et un à son aide de camp. Tous les stylos utilisés par MacArthur étaient noirs, à l'exception du dernier qui était de couleur prune et qui alla à sa femme. Une réplique de celui-ci, ainsi que des copies des actes de capitulation, se situe dans un étui sur le Missouri où une plaque marque l'endroit de la signature. 
Après la signature de MacArthur en tant que commandant suprême, les représentants suivants signèrent les actes de capitulation au nom de chacune des Puissances alliées :
- le Fleet Admiral Chester Nimitz pour les États-Unis (à 9 h 12)[2] ;
- le Général Hsu Yung-Ch'ang (en) pour la République de Chine (à 9 h 13)[3] ;
- l'Admiral Sir Bruce Fraser pour le Royaume-Uni (à 9 h 14)[4] ;
- le lieutenant général Kouzma Derevianko (en) pour l'Union soviétique (à 9 h 16)[5] ;
- le Général Sir Thomas Blamey pour l'Australie (à 9 h 17)[6] ;
- le Colonel Lawrence Moore Cosgrave (en) pour le Canada (à 9 h 18)[7] ;
- le général de corps d'armée Philippe Leclerc de Hautecloque pour la France (à 9 h 20)[8] ;
- le Luitenant-Admiraal C.E.L. Helfrich pour les Pays-Bas (à 9 h 21)[9] ;
- l'Air Vice-Marshal Leonard M. Isitt (en) pour la Nouvelle-Zélande (à 9 h 22)[10].

Sur l'exemplaire destiné au Japon, le représentant du Canada signa en dessous de son nom alors qu'il aurait dû signer au-dessus. Il en résulta que cette signature et toutes les suivantes furent décalées. Quand les représentants japonais reçurent l'acte, ils firent remarquer que cette situation n'était pas diplomatiquement acceptable. Mac Arthur et les autres signataires s'en étaient déjà allés. Son chef d'état-major prit alors l'initiative de corriger l'acte à la main. Cet exemplaire est exposé au musée d'Edo-Tokyo.
Le 6 septembre, le colonel Bernard Theilen apporta le document et un récépissé impérial à Washington et le présenta au président Harry Truman le jour suivant lors d'une cérémonie formelle à la Maison-Blanche. Les documents furent alors exposés aux archives nationales américaines.
Le 9 septembre, sur le front chinois, le général Yasuji Okamura remet les actes de capitulation au général He Yingqin, ministre chinois de la Guerre.

## Drapeaux à la cérémonie

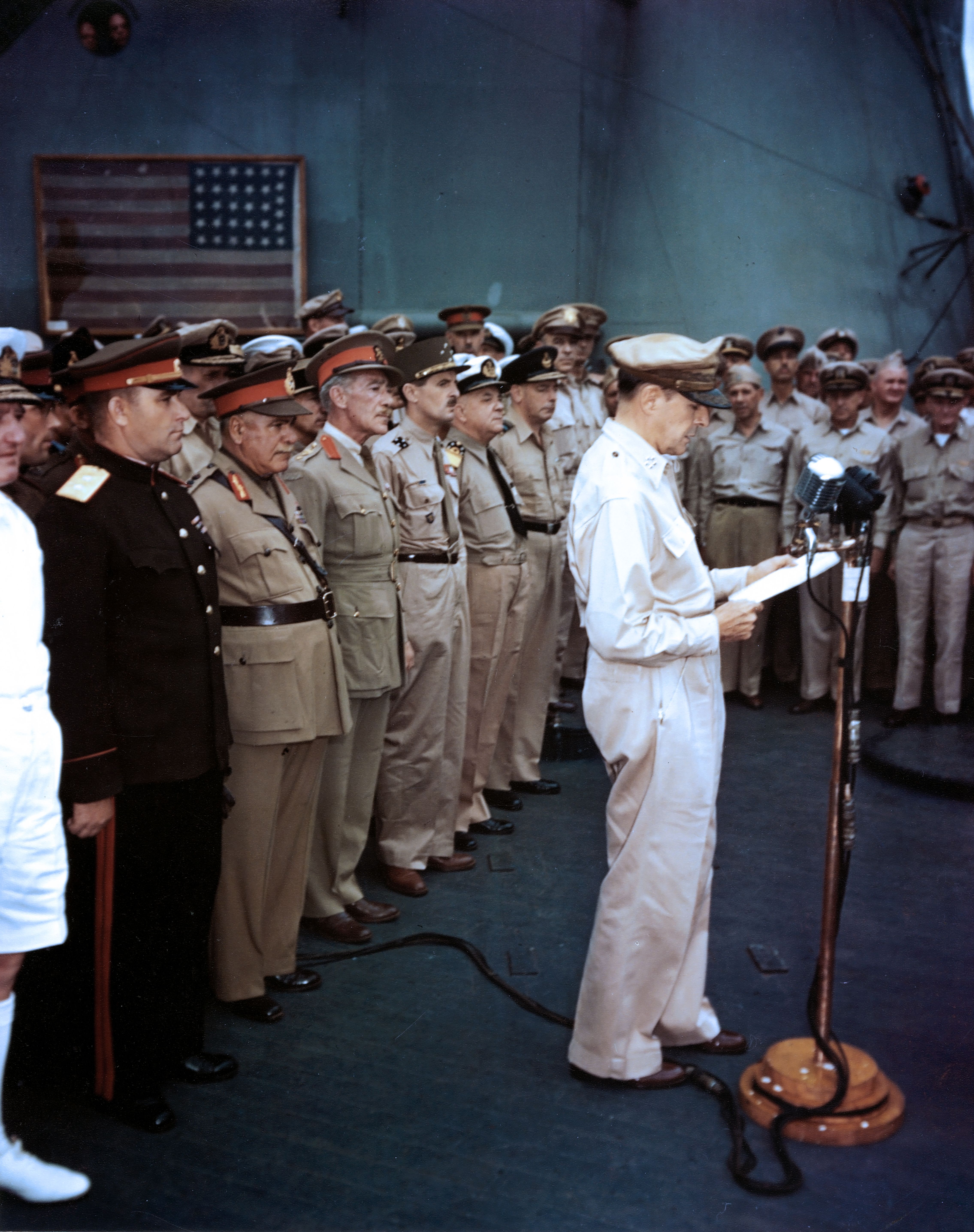
Le drapeau du Commodore Perry a volé d'Annapolis à Tokyo pour s'afficher (au centre gauche de la photo) aux cérémonies de capitulation qui marquaient officiellement la fin de la Seconde Guerre mondiale.

Le pont du Missouri était décoré avec deux drapeaux américains. Une histoire couramment entendue est qu'un de ces drapeaux flottait sur la Maison-Blanche le jour où Pearl Harbor fut attaquée. Cependant, le capitaine Stuart Murray du Missouri expliqua :
« À huit heures nous avions hissé un ensemble d'étendards propres au mât principal et un Union Jack propre à la proue alors que nous mouillions, et je voudrais préciser que c'étaient juste les drapeaux normaux du navire, des fournitures du Gouvernement, que nous avions tirés des pièces de rechange, ils n'avaient rien de spécial, et ils n'avaient jamais été utilisés par qui que ce soit aussi loin que l'on se rappelle, du moins avaient-ils été lavés et nous les avions probablement obtenus à Guam en mai. Alors il n'y avait rien de particulier à propos d'eux. Certains articles sur l'histoire disent que c'était le drapeau même qui flottait sur la Maison Blanche ou sur le Capitole le 7 décembre 1941, (le jour de) l'attaque de Pearl Harbor, et à Casablanca, et ainsi de suite, que MacArthur l'apporta également à Tokyo et depuis ses quartiers généraux jusqu'ici. La seule chose que je puisse dire c'est qu'ils n'y sont pas allés de main morte avec les foutaises, parce que ce n'était rien de tout ça. C'était juste un drapeau fourni par le Gouvernement tout à fait ordinaire et un Union Jack. On les a rapportés tous les deux au Museum de l'Académie navale lorsque nous rentrâmes sur la Côte Est en octobre. Le seul drapeau particulier qu'il y avait était un drapeau que le Commodore Perry avait fait flotter sur son navire au même endroit 82 ans auparavant. Il avait été sorti de son étui de verre du Museum de l'Académie Navale. Un messager l'avait apporté. Nous l'avons suspendu par-dessus la porte de ma cabine, face à l'avant, sur le pont de la véranda de sorte que tout le monde sur le pont de la reddition puisse le voir. »
Le second drapeau du pont de la véranda du Missouri venait des drapeaux des navires de Commodore Matthew Perry en 1853-1854 lorsqu'il dirigea l'escadre de l'US Navy d'Extrême-Orient au sein de la Baie de Tokyo afin de pousser l'ouverture des ports du Japon au commerce extérieur. MacArthur était un descendant direct de la famille de Perry en Nouvelle-Angleterre et cousin du commodore Matthew Perry. C'est peut-être MacArthur qui a insisté pour avoir ce drapeau, se voyant lui-même comme un second « ouvreur » plus qu'un conquérant de la nation.
Des photographies de la cérémonie de signature montrent que ce drapeau était disposé sur l'envers avec les étoiles en haut à droite. Le tissu du drapeau historique était si fragile que le conservateur au muséum de l'Académie navale réalisa une protection de soutien cousue, laissant seul visible l'envers ; et c'est ainsi que le drapeau de Perry aux 31 étoiles fut exposé en cette unique occasion.
Une réplique de ce drapeau historique peut être vue au Mémorial du Pont de la Capitulation du navire de guerre Missouri à Pearl Harbor. Cette réplique est placée à l'endroit exact sur la cloison du pont où le drapeau original avait été fixé le 2 septembre 1945 au matin par le chef charpentier Fred Miletich.

## Le document
« Agissant par ordre et au nom de l'Empereur, du Gouvernement japonais et du Quartier général impérial japonais, nous déclarons, par ces présentes, accepter les conditions posées dans la déclaration qui a été publiée par les Chefs des Gouvernements des États-Unis, de la Chine et de la Grande-Bretagne, le 26 juillet 1945, à Potsdam et à laquelle a adhéré, par la suite, l'Union des Républiques Socialistes Soviétiques, lesquelles quatre Puissances sont ci-après désignées sous le nom de « Puissances Alliées ».

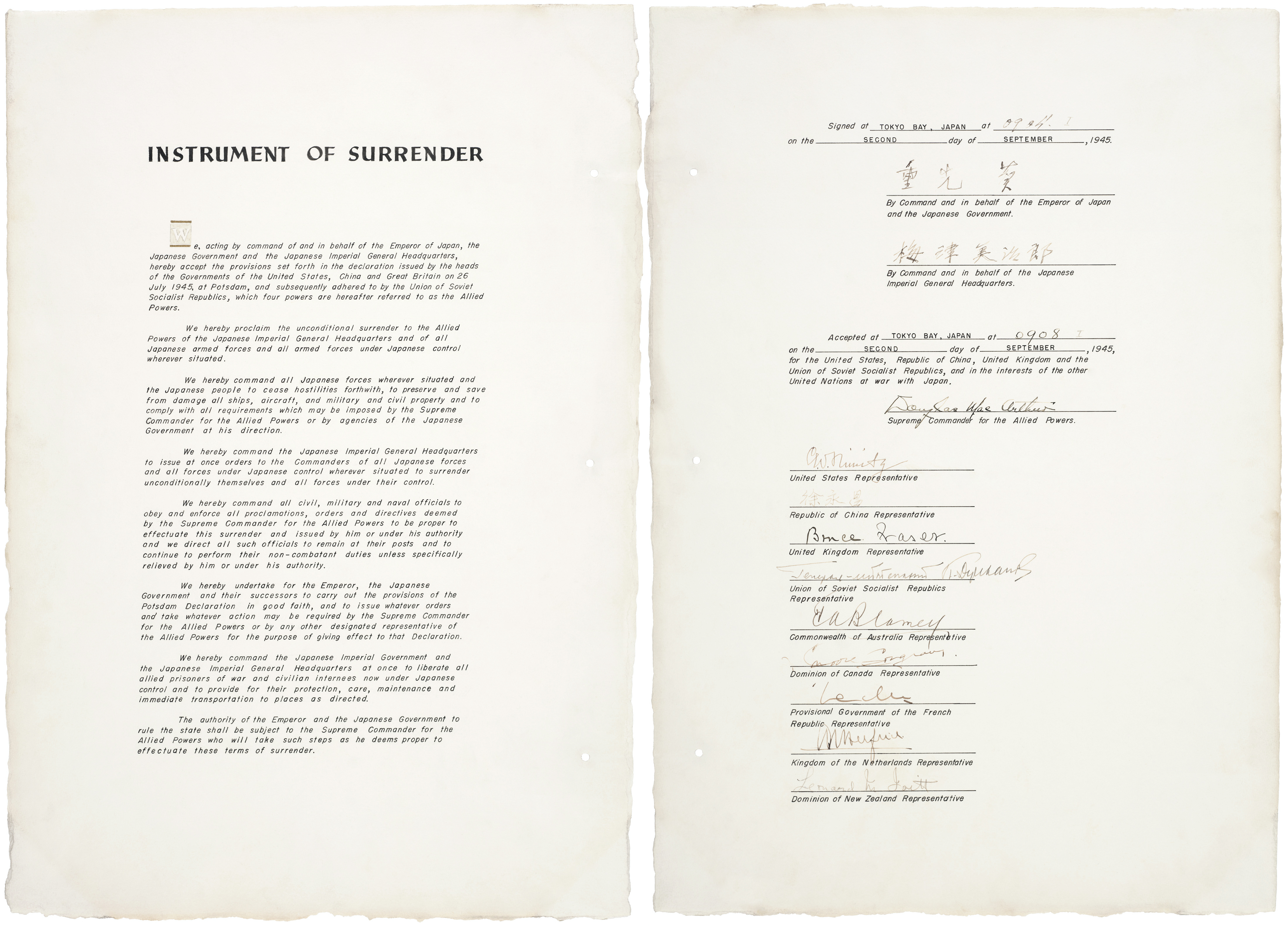
L'acte de capitulation, daté du 2 septembre 1945.

Nous proclamons par ces présentes la reddition inconditionnelle aux Puissances Alliées du Quartier général impérial japonais, de toutes les forces armées japonaises et de toutes les forces armées sous contrôle japonais, partout où elles se trouvent.

Nous ordonnons par ces présentes à toutes les forces japonaises, partout où elles se trouvent, ainsi qu'au peuple japonais, de cesser immédiatement les hostilités, de préserver et de sauver de tous dommages tous les navires, avions et biens, militaires et civils, et de se conformer à toutes les exigences qui pourront être imposées par le Commandement Suprême des Puissances Alliées; ou par des organismes du Gouvernement japonais d'après ses ordres.

Nous ordonnons par ces présentes au Quartier général impérial japonais de donner immédiatement aux Commandements de toutes les forces japonaises et de toutes les forces sous contrôle japonais, partout où elles se trouvent, l'ordre de se rendre sans condition, avec toutes les forces placées sous leur commandement.

Nous ordonnons par ces présentes à tous les fonctionnaires civils et à tous les officiers de l'Armée et de la Flotte d'obéir et de faire porter effet à toutes les proclamations, à tous les ordres et à toutes les instructions que le Commandement Suprême des Puissances Alliées jugera propres à assurer l'exécution effective des conditions de cette reddition, et qui seront publiés par lui ou sous son autorité, et nous leur ordonnons de rester à leur poste et de continuer à assurer leur service comme non-combattants, à moins d'en être spécialement relevés par lui ou par son ordre.

Nous nous engageons par ces présentes, au nom de l'Empereur, du Gouvernement japonais et de ceux qui lui succéderont, à exécuter de bonne foi les clauses de la Déclaration de Potsdam et à donner tous les ordres et prendre toutes les mesures qui pourront être exigées par le Commandant Suprême des Puissances Alliées ou par tout autre représentant qualifié des Puissances Alliées pour en assurer l'exécution.

Nous ordonnons par ces présentes au Gouvernement japonais et au Quartier général impérial japonais de libérer immédiatement tous les prisonniers de guerre et internés civils alliés qui se trouvent actuellement sous contrôle japonais et de veiller à leur protection, à leur entretien et subsistance ainsi qu'à leur transport immédiat aux lieux qui seront fixés.

Dans la direction de l'État, l'autorité de l'Empereur et du Gouvernement japonais sera subordonnée à celle du Commandant Suprême des Puissances
Alliées, qui prendra toutes les mesures qu'il estimera propres à assurer l'exécution des conditions de la reddition.

SIGNÉ dans la Baie de Tokyo, Japon, à 0904 I le deuxième jour de septembre 1945.

Mamoru Shigemitsu
Par ordre et au nom de l'Empereur du Japon et du Gouvernement japonais

Yoshijirō Umezu
Par ordre et au nom du Quartier général impérial japonais

Accepté dans la Baie de Tokyo, Japon, à 0908 I le deuxième jour de septembre 1945 pour les États-Unis, la République de Chine, le Royaume-Uni et l'Union des Républiques Socialistes Soviétiques et dans l'intérêt des autres Nations Unies en guerre avec le Japon.

Douglas MacArthur

Commandant Suprême des Puissances Alliées

Chester Nimitz

Représentant des États-Unis

Hsu Yung-Chang (en)

Représentant de la République de Chine

Bruce Fraser

Représentant du Royaume-Uni

Derevyanko (en)

Représentant de l'Union des Républiques Socialistes Soviétiques

T. A. Blamey

Représentant de l'Australie

Moore Cosgrave (en)

Représentant du Canada

Philippe Leclerc

Représentant du Gouvernement provisoire de la République française

D.E.L. Helfrich

Représentant du Royaume des Pays-Bas

Leonard M. Isitt (en)
Représentant de la Nouvelle-Zélande

Nations unies, traduction du gouvernement canadien, 1952 »